# Şehzade Ahmed Nihad
Şehzade Ahmed Nihad Efendi (turco ottomano: احمد نيهاد; Istanbul, 6 luglio 1883 – Beirut, 4 giugno 1954) è stato un principe ottomano, anche noto come Ahmed Nihad Osmanoğlu, figlio di Şehzade Mehmed Selaheddin, nipote del sultano Murad V e 38º Capo della Casa Imperiale di Osman.

## Origini
Şehzade Ahmed Nihad nacque il 6 luglio 1883 a Istanbul, nel Palazzo di Çırağan. Suo padre era Şehzade Mehmed Selaheddin, figlio del sultano ottomano Murad V, e sua madre la sua consorte Naziknaz Hanım. Aveva una sorella maggiore, Behiye Sultan, e una minore, Behice Sultan, nata morta.
Trascorse l'infanzia e la prima giovinezza in confinamento. Infatti, il Palazzo di Çırağan era usato come prigione per il sultano deposto Murad V, suo nonno, e la sua famiglia. Le restrizioni furono revocate solo alla morte di Murad nel 1904, dopo ventotto anni dall'inizio della reclusione.
Tuttavia, nel 1891 a Nihad fu concesso lasciare il Palazzo per essere circonciso insieme a Şehzade Mehmed Abdülkadir, Şehzade Ahmed Nuri e Şehzade Mehmed Burhaneddin, figli del sultano Abdülhamid II, fratellastro di Murad V e responsabile della sua deposizione e prigionia.
Dopo la morte di suo nonno poté lasciare il Palazzo di Çırağan. Visse in varie dimore di Istanbul: villa Feneryolu, dove si stabilì suo padre; una villa privata vicino al Palazzo di Çırağan, fra Kılıç Ali Slope e Serencebey Slope; una villa a Kurbağalıdere e gli appartamenti a lui assegnati a Palazzo Beylerbeyi.
Prese lezioni di pittura da e storia da Tevfik Fikret e di francese da Feridun Bey, insegnante al Robert College e figlio della famosa poetessa Nigar Hanim.
Nel 1918 venne arruolato come colonnello di fanteria nell'esercito ottomano.

## Esilio
Nel 1924 la dinastia ottomana venne esiliata.
Nihad e la sua famiglia vissero prima a Budapest, poi a Nizza e infine a Beirut.
Nell'agosto 1944 il califfo Abdülmecid II morì e la famiglia scrisse a Nihad per comunicargli che era stato scelto come nuovo Capo della Casa Imperiale di Osman. Tuttavia, Şehzade Ömer Faruk, figlio di Abdülmecid II, contestò la decisione, proponendosi lui stesso come capo. Dalla sua parte si schierarono le cugine Şükriye Sultan e Mihrişah Sultan, che sarebbe diventata la sua seconda moglie; ma la sua stessa moglie Sabiha Sultan e le loro due figlie sostennero invece Nihad, che venne confermato capo famiglia.
La figlia di Ömer Faruk, Neslişah Sultan, scrisse nelle sue memorie che suo padre si riteneva più energico e capace di promuovere gli interessi della famiglia, mentre giudicava Nihad una persona gentile, onesta ed educata, ma indolente.
Nel 1945 Nihad subì un ictus che lo privò dell'autosufficienza. Trascorse i suoi ultimi anni in una stanza arredata in modo spartano, con solo un divano e un tappeto per letto. L'unico ornamento era una bandiera turca appesa al muro. Dalla finestra della stanza si vedeva il porto e, se notava qualche nave che batteva bandiera turca, si sforzava di andare al porto per vederla da vicino e sentir parlare la sua lingua natale.

## Morte
Şehzade Ahmed Nihad morì il 4 giugno 1954 e venne sepolto nel monastero di Solimano a Damasco, in Siria.

## Famiglia
Şehzade Ahmed Nihad ebbe tre consorti e un figlio:
- Safiru Hanim. Nata il 15 agosto 1884 a Smirne. Si sposarono al Palazzo di Çırağan il 7 febbraio 1902. Seguì il marito in esilio e morì il 15 novembre 1975 ad Alessandria. Da lei ebbe il suo unico figlio:
  - Şehzade Ali Vasib (13 ottobre 1903 - 9 dicembre 1983). Sposò una nipote del sultano Mehmed V, Mukbile Sultan, ed ebbe un figlio. Fu il 41º Capo della Casa Imperiale di Osman.
- Nezihe Hanim. Nata nel 1890 in Circassia. Era figlia di Fatma Şazende Hanım, Capo Kalfa (serva) del Palazzo di Çırağan, e del suo primo marito. Divorziarono nel 1916, quando Nihad conobbe e sposò la sua sorellastra minore. In seguito si risposò con Ali Fehmi Doğrusöz, un ufficiale ottomano, da cui ebbe un figlio, Feridun Doğrusöz. Nel 1934, al varo della legge sul cognome, prese nome Nezihe Doğrusöz. Morì il 24 settembre 1972 a Istanbul.
- Nevrestan Hanim. Nata nel 1893 a Adapazarı. Era la sorellastra materna di Nezihe Hanim, nata dal secondo marito della madre, un ufficiale abcaso, Tahir Bey Atzamba. Aveva un fratello, Aziz Bey. Si sposarono il 10 aprile 1915. Nezihe non accettò la cosa e divorziò da Nihad l'anno dopo. Nevrestan seguì il marito in esilio e poté rientrare a Istanbul nel 1952, dove prese nome Nevrestan Osmanoğlu e morì nel 1983.

## Onorificenze
Şehzade Ahmed Nihad fu insignito delle seguenti onorificenze:

### Ottomane
- Ordine della Casa di Osman, ingioiellato
- Ordine di Osmanieh, ingioiellato
- Ordine di Medjidie, ingioiellato
- Medaglia di guerra Liakat, oro
- Medaglia di guerra Imtiyaz, argento

### Straniere
- Impero Austro-ungarico: Gran Croce dell'Ordine Imperiale di Leopoldo, 6 giugno 1918